# Svatý Bonaventura

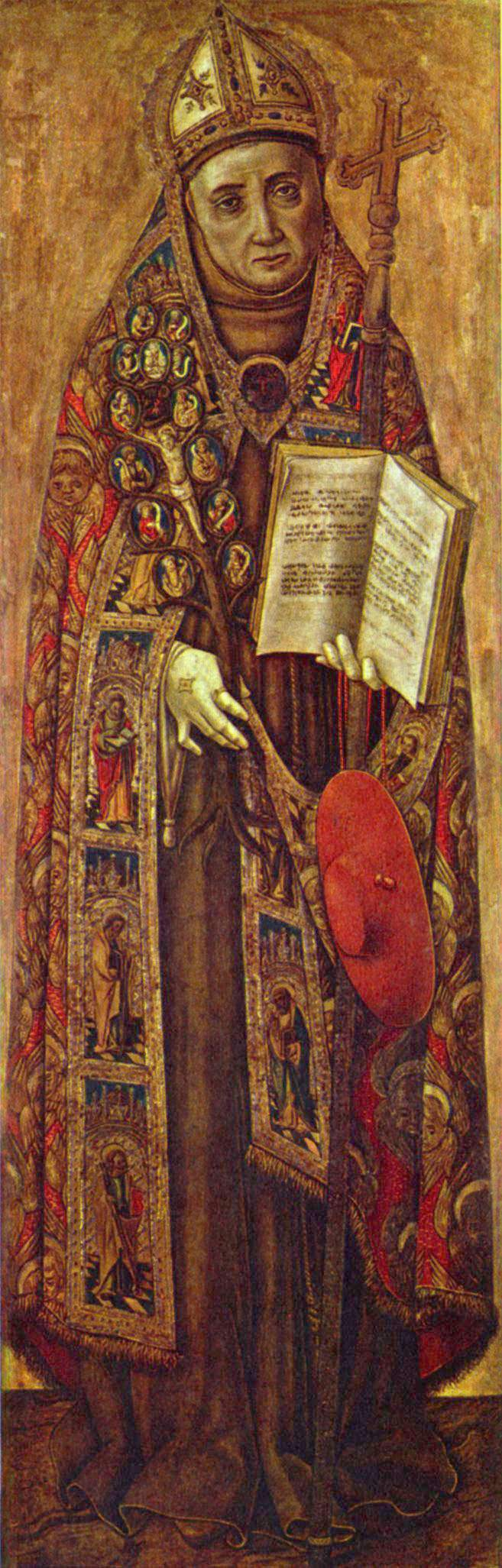
Vittorio Crivelli: Svatý Bonaventura

Svatý Bonaventura z Bagnoregia, vlastním jménem Ioannes Fidanza (~1217 Bagnoregio – 15. července 1274 Lyon) byl italský františkánský filozof a teolog, biskup a kardinál, jeden z nejvýznamnějších představitelů scholastiky. Studoval a pak i vyučoval na Sorboně v Paříži a byl přítelem sv. Tomáše Akvinského.
Sixtus IV. jej 14. dubna 1482 kanonizoval a za učitele církve byl prohlášen papežem Sixtem V. roku 1588. Je považován za jednoho z nejdůležitějších životopisců svatého Františka z Assisi. Jeho životopisem – Větší legendou – se inspiroval Giotto, když maloval svůj cyklus o životě tohoto světce v bazilice v Assisi.
V letech 1257 až 1274 byl generálním ministrem františkánského řádu, který jej považuje téměř za svého druhého zakladatele. Pod jeho vedením byly publikovány i Narbonské konstituce, z nichž byly odvozeny všechny následující konstituce řádu.
V katolické církvi se jeho památka slaví 15. července, v rámci františkánské rodiny se slaví jako svátek.

## Život
Přesné datum narození není známo. Uvádějí se roky 1217–1218 nebo 1221. Narodil se v městečku Bagnoregio, ležícím nedaleko Orvieta, severně od Říma. Jeho otec se jmenoval Giovanni di Fidanza a byl lékařem. Jeho matkou byla Rita (nebo Ritella). V mládí byl zázračně uzdraven sv. Františkem z Assisi, a to okolo roku 1226, jak o tom sám svědčí ve své Menší legendě. V dětství začal studovat v konventu sv. Františka "starého", který stál na půl cesty mezi Bagnoregiem a Civitou. Roku 1235 se odebral do Paříže, aby zde započal studia na fakultě umění a od roku 1243 na fakultě teologické. Pravděpodobně téhož roku vstoupil k menším bratřím. Jeho hlavním mistrem byl Alexandr z Hales, ale vyučovali ho i Giovanni de La Rochelle, Oddone Rigaldi a Guglielmo di Melitona.
Koncem roku 1253, po absolvování potřebných studií, obdržel dovolení vyučovat (licencia docendi), když vypracoval své Questiones disputatae de scientia Christi. Tak se stal mistrem františkánského studia v Paříži, které patřilo k univerzitě od té doby, kdy se Alexandr z Hales stal františkánem a katedru vzal s sebou. Titul však obdržel až roku 1257 kvůli nepřátelským postojům sekulárních mistrů.

### Na univerzitě
Roku 1250 pověřil papež kancléře Pařížské univerzity, aby udělil pověření vyučovat řeholníkům žebravých řádů, ačkoliv to bylo ačkoli to bylo v rozporu s právem kooptovat nové mistry, které si nárokovala univerzitní korporace. Roku 1253 totiž vypukla stávka, ke které se však členové žebravých řádů nepřipojili. Univerzitní korporace po nich požadovala, aby složili přísahu poslušnosti stanovám, ale oni odmítli, a proto byli vyloučeni z výuky.
Toto vyloučení týkalo i Bonaventury, který byl v letech 1253 až 1257 řádným mistrem. Roku 1254 udali světští mistři papeži Inocenci IV. knihu františkána Gerarda di Borgo San Donnino Úvod do věčného evangelia. V tomto textu bratr Gerardo s odkazem na myšlenku Joachima z Fiore ohlašoval příchod „nového věku Ducha svatého“ a „čistě duchovní katolické církve založené na chudobě“, což bylo proroctví, které se mělo naplnit kolem roku 1260. V důsledku toho papež – krátce před svou smrtí – zrušil privilegia udělená žebravým řádům.
Nový papež Alexandr IV. odsoudil Gerardovu knihu bulou z roku 1255, nicméně zastal se žebravých řádů a již neomezoval počet kateder, které mohli obsazovat. Světští mistři tato rozhodnutí odmítli a bojkotovali kurzy pořádané řeholníky žebravých řádů. Za to byli exkomunikováni, přestože měli podporu duchovenstva a biskupů, zatímco francouzský král Ludvík IX. podporoval postoje žebravých řádů.

### Generální ministr a teolog
Roku 1257 byl Bonaventura uznán řádným magistrem. Téhož roku (2. února 1257) byl na generální kapitule konané v Římě v Ara Coeli za přítomnosti papeže Alexandra IV. zvolen generálním ministrem františkánského řádu, a proto se vzdal své katedry. Pak se zcela věnoval své nové službě a podnikal mnohé cesty po Evropě.
Jeho hlavním cílem bylo zachovat jednotu menších bratří, proto se musel vypořádat jak s duchovním proudem (ovlivněným myšlenkami Jáchyma z Fiore a nakloněným zdůrazňování chudoby prvotního františkánství), tak se světskými tendencemi, které vznikaly uvnitř řádu. Byl nakloněn tomu, aby se františkánský řád zapojil do pastorační služby a do organizační struktury církve. Na generální kapitule, konané roku 1260 v Narbonnu, přispěl k definování pravidel, kterými se pak řídil život řádu, byly to tak zvané Narbonnské konstituce. Tato kapitula ho také pověřila úkolem napsat nový životopis svatého Františka z Assisi. Ta se pak pod názvem Legenda Maior (Větší legenda) stala oficiálním životopisem sv. Františka. 3. října 1260 se zúčastnil v Assisi přenesení těla sv. Kláry. 8. dubna 1263 se v Padově zúčastnil přenesení těla sv. Antonína.
Následující generální kapitula roku 1263 v Pise schválila toto dílo sestavené generálním ministrem a další generální kapitula, která se konala roku 1266 v Paříži, nařídila zničení všech předcházejících životopisů sv. Františka, aby tak sjednotila v řádu obraz jeho zakladatele, v době, kdy různé interpretace podněcovaly kontrasty a vedly k rozdělování.
24. listopadu 1265 ho papež Klement IV. jmenoval arcibiskupem v Yorku. Bonaventura, který se v té době nacházel v Paříži, se neprodleně odebral k papežskému dvoru a s takovou naléhavostí a pokorou prosil papeže, že papež na jeho naléhání od jmenování upustil.

### Poslední léta
V posledních letech svého života sv. Bonaventura zasáhl do bojů proti aristotelismu a do znovu obnoveného sporu mezi světskými a řeholními mistry. 12. května 1269 zahájil generální kapitulu v Assisi. V Paříži přednesl v letech 1267 až 1269 sérii přednášek o nutnosti podřídit filozofii teologii. Roku 1270 vykonal pastorační cestu do Španělska a do Německa. Kromě toho v letech 1269 až 1271 se často vyskytoval ve Viterbu, kde se konalo velmi dlouhé konkláve, aby zde pronášel četná kázání za účelem urychlení výběru nového papeže. Nakonec byl zvolen papež Řehoř X., občanským jménem Tedaldo Visconti, který byl Bonaventurovým dlouholetým přítelem. 12. června 1272 zahajoval generální kapitulu v Lyonu.
Byl to sám papež Řehoř X., kdo jej 28. května 1273 ustanovil kardinálem biskupem se sídlem v Albanu. 11. nebo 12. listopadu 1273 byl Řehořem X. vysvěcen na biskupa. 7. května 1274 byl na prvním zasedání Lyonského koncilu a zúčastnil se i druhého zasedání, které začalo 18. května. 19. května téhož roku zahájil v Lyonu generální kapitulu, na které byl za jeho nástupce ve službě generálního ministra zvolen Jeroným z Ascoli. 7. června 1274 se zúčastnil zahájení třetího zasedání koncilu a 29. června měl na koncilu i kázání. 6. července za jeho účasti začalo 4. zasedání koncilu v jehož průběhu, a to 15. července 1274 zemřel.
Jeho pohřeb vedl Pietro di Tarantasia, budoucí papež Inocenc V. Sv. Bonaventura byl pohřben ve františkánském kostele v Lyonu. Kolem roku 1450 bylo tělo přeneseno do nového kostela zasvěceného sv. Františkovi z Assisi. Tehdy byla jeho hrobka otevřena a jeho jazyk byl nalezen v dokonalé zachovalém stavu. Tato skutečnost usnadnila jeho svatořečení, ke kterému došlo 14. dubna 1482 františkánským papežem Sixtem IV. 14. března 1588 byl pak dalším františkánem, papežem Sixtem V. prohlášen za učitele církve.

### Relikvie
Dne 14. března 1490, při rekognici světcova těla v Lyonu, byla část světcovy pravé paže vyjmuta a vložena do stříbrného relikviáře, který byl následujícího roku převezen do Bagnoregia. Dnes je „svatá paže“ největší ze zbývajících relikvií svatého Bonaventury, neboť roku 1562 došlo ke znesvěcení jeho hrobu hugenoty a k rozptýlení jeho ostatků. Svatá paže je uložena v Bagnoregiu v konkatedrále sv. Mikuláše. Z ní bylo v průběhu let získáno několik menších relikvií.

## Dílo
Vědecké dílo lze členit do oborů filosofie, teologie pastorační, a zejména teologie mystické.
Hlavním Bonaventurovým dílem je Commentum in quattrum libros Sententiarum, komentář ke čtyřem knihám Sentencí sv. Petra Lombardského. Během svého vyučování sepsal Bonaventura také komentáře k biblickým knihám, kvestie De scientia Christi et mysterio Trinitatis (O Kristově poznání a tajemství Trojice) a De perfectione evangelica (Evangelní dokonalost) proti Vilémovi ze Saint-Amour. Ke známým dílům Bonaventury se řadí též malá teologická suma. Pojednává o základních tématech velkého komentáře k Sentencím. Pod názvem Breviloquium sloužila především jako praktická příručka pro řeholní spolubratry.
Dalším dílkem je De reductione artium ad theologiam (Od svobodných umění k teologii).
Roku 1259 Bonaventura putoval na horu Verna u Bibbieny, kde o patnáct let dříve sv. František přijal stigmata. Zde Bonaventura sepsal své nejznámější mystické dílo, Itinerarium mentis in Deum (Putování mysli do Boha). V něm se vyrovnává se svojí službou řádu a dospívá k poznání, že univerzitní vzdělání bylo pouhou průpravou a k mystickému nazírání lze dospět jedině sestoupením - na svou dobu to byly myšlenky přímo revoluční.
Sympaticky působí jeho spis Komentář k Sentencím. Sepsal jej pro své studenty a na rozdíl od jiných děl pojednal o teologii čistě jako o vědě. Pokusil se vytvořit nový teologický systém odpoutaný od aristotelovských principů středověké scholastiky. Východisko viděl v návratu k augustinovskému pojetí teologie. Ve svém systému kladl důraz na dva principy: poznání a lásku boží.
Bonaventura ve svých spisech podobně jako sv. Augustin propojuje rozumovou argumentaci s postojem modlitby. Vede přímý rozhovor s Bohem Otcem; často užívá odkazů na Písmo svaté, aluzí i metafor. Pokouší se nejen o analýzu, ale radí přímo čtenáři, jak směřovat své putování do Boha. Spojoval, jak je u františkánů zvykem, západní a východní tradici. V souvislostí s reformou řádu dal zničit všechny životopisy sv. Františka mimo své – Legendy Major a Minor. Životopisy totiž sloužily jako formační materiál – vzor života.

## Definice teologie podle sv. Bonaventury a sv. Tomáše Akvinského
Rozdíl byl nejen v přístupu k teologii (Bonaventura byl voluntarista a mystik, Tomáš byl intelektuál a analytik), ale také se lišili ve své definici teologie: pro svatého Bonaventuru je teologie plodem milosti, musíme ji pokládat za důsledek sdělení, jež nám dal o sobě Bůh. Teologie se tedy nachází podle svatého Bonaventury mezi vírou a zjevením. První světlo, jež od Boha dostáváme, je rozum. Když však Bonaventura zvažuje konkrétní možnosti rozumu, přísně je omezuje, neboť tvrdí, že člověk ve svém čistém stavu nemůže poznat vyšší pravdy prostým rozumem. To však neznamená, že by filozofie nebyla prvním krokem k moudrosti. V řádu milosti a křesťanské moudrosti se pokrok směrem k dokonalému osvojení moudrosti vyznačuje třemi stupni. První stupeň je stupeň ctností, kdy nám víra otevírá zrak, a my nalézáme Boha ve všem. Dále je to stupeň daru a nakonec stupeň blaženosti. Projevy ctnosti, darů a blaženosti se definují v pořadí takto: intelligere credita (chápat to, čemu jsme uvěřili), videre intellecta (vidět to, v co jsme uvěřili). A proto stupeň tajemství, který je předmětem teologie, je pro Bonaventuru mezistupněm mezi prostým přitakáním víře a viděním. Pro Tomáše Akvinského je teologie růst přesvědčení víry a postupné sestavování těchto přesvědčení v soubor poznání, který je v souladu s lidským rozumem.

## Trinitární nauka sv. Bonaventury
Bonaventura rozvíjí svou trinitární nauku v první knize svého Komentáře k Sentencím, V Breviloquiu, v díle Itinerarium mentis in Deum a v Quaestiones disputatae de mysterio ss. Trinitatis. Tak jako Richard od Sv. Viktora chápe metafyzickou podstatu Boha jako summum bonum. Spojuje ji s novoplatónskou ideou dobra, která se v podstatě sděluje (bonum diffusivum sui). Bůh dovršuje své bytí věčným sdílením své božské přirozenosti, která se může darovat jen vnitrobožsky. Boží sebesdílení ke stvoření má jiný charakter a je zapotřebí ho od něho odlišit. Bůh vlastní sám sebe jako Boha ve svém bytí, a to jako Sdělující a Sdílený. Boží podstatou je, aby podle své přirozenosti i podle své vůle vydával sám sebe sdílením celé své božské podstaty. Rozdíl mezi Otcem a Synem stejně jako jejich jednota v Duchu svatém jsou tedy dány Boží podstatou. Božské osoby tak určitým způsobem získávají "tvář" a vycházejí z formálně metafyzického určení, které je založeno na pojmu hypostasis. Otec je původem lásky, sám je bez původu. Syn je dilectus, Duch svatý je condilectus v lásce Otce a Syna. V souladu s latinskou tradicí Bonaventura staví jednotu podstaty a rozdílnost osob na sdílejícím předávání božské přirozenosti. Ve smyslu nauky o perichonezi se jedná o dokonalé vzájemné pronikání a bytí každé božské osoby v té druhé, které zachovává jednotu a společenství božských osob v jejich životě a podstatě.

## Spisy sv. Bonaventury
Jeho spisy můžeme rozdělit do několika tematických okruhů:

### Komentáře k Písmu svatému
Postila in Ecclesiasten (1250–1257)
Postila in Ioannem (1250–1257)
Postila in Lucam (1250–1257)

### Teologická díla
Scriptum in I Sent. (1252–1253)
Scriptum in II Sent. (1253)
Scriptum in III Sent. (1253)
Scriptum in IV Sent. (1252–1253)
Breviloquium (1254–1257)
Itinerarium mentis in Deum (1259–1260)
De reductione artium ad theologiam (1254–1255)
Questiones disputatae de scientia Christi (1254)
Questiones disputatae de mysterio sanctissimae Trinitatis (1254–1255)
Questiones disputatae de perfectione evangelica (1255–1256)
Collationes de decem praeceptis (1267)
Collationes de septem donis Spiritus sancti (1268)
Collationes in Hexaemeron (1273)

### Duchovní díla
De triplici via (1259–1260)
Soliloquium (1259–1260)
Lignum vitae (1260)
De quinque festivitatibus pueri Iesu (1259–1260)
Tractatus de praeparatione ad missam (1259–1260)
De perfectione vitae ad sorores (1259–1260)
De regimine animae (1263)
Officium de passione Domini (1263)

### Františkánská díla
Legenda maior sancti Francisci (1261)
Legenda minor sancti Francisci (1261)
Constitutiones Narbonenses (1260)
Apologia pauperum (1269)

### Kázání
Sermones dominicales
Sermones de tempore
Sermones de diversis
Sermo de regno Dei (1256)
Sermo de sanctissimo corpore Christi (1264)
Sermo de triplici testimonio sanctissimae Trinitatis (1254)

### Listy
Epistola de tribus questionibus ad magistrum innominatum (1254)
Epistola ad omnes Ministros provinciales et Custodes Ordinis Fratrum Minorum (23. dubna 1257)
Epistola ad Guidonem comitem Flandriae et Mathildam uxorem eius (červenec 1259)
Epistola ad abbatissam et Sorores sanctae Clarae Monasterii de Assisio (na La Verně v září 1259)
Epistola ad Fratrem Ministrum Aragoniae (27. září 1263)
Epistola ad fratrem Laurentium (1264)
Epistola ad omnes Ordinis Ministros provinciales (1266) - doplňuje list z roku 1257
Epistola ad fratres universos (1266)
Epistola de concordia cum Capitulo Sanctae Mariae Cameracensis stabilienda (1267)
Epistola ad Recommendatas beatae Virginis in urbe Roma (1268)
Epistola ad decanum et canonicos Werdenses (1269)
Epistola ad Fratres Custodes et Guardianum Pisarum (16. května 1272)
Epistola ad Ministrum et Fratres Congreagationis beatae Vírginis in civitate Brixiensi (1272)
Epistola ad abbatem S. Mariae Blesensis (1273)
Epistola continens viginti quinque memorialia (datum neurčité)

### Díla připisovaná sv. Bonaventurovi
De sex alis seraphim – objevuje se až po Bonaventurově svatořečení.
Vitis mystica - zdá se, že to původně bylo kázání na téma Ego sum vitis vera, které bylo později přepracováno do aktuální podoby.
Epistola de imitatione Christi - zdá se, že pochází z prostředí cisterciáckého
Epistola de sandalis Apostolorum - skutečným autorem je John Peckham 

## Česká vydání Bonaventurových děl
- Slavík svatého Bonaventury. Praha: V. Bitnar, 1910.
- Život svatého otce Františka, zakladatele řádu bratří menších. Praha: Ladislav Kuncíř 1926.
- Putování mysli do Boha ; Itinerarium mentis in Deum. Pospíšil, C. V. [intr., tr.]. Praha: Krystal OP, 2003. ISBN 80-85929-61-9.
- De reductione artium ad theologiam ; Váš učitel je jeden, Kristus ; Jak přivést umění zpět k theologii ; Unus est magister vester, Christus. Nejeschleba, T. [tr.]. Praha: Oikúmené, 2003. ISBN 80-7298-078-5.
- Breviloquium ; Kompendium scholastické teologie. Pospíšil, C. V. [intr., tr.]. Praha: Vyšehrad, 2004. ISBN 80-7021-703-0.
- Větší legenda o svatém Františkovi.
- O pěti svátcích Dítěte Ježíše.
- Trojí cesta.
- Šest křídel serafínů.